# Teodor Cricopulo
Teodor Cricopulo a fost un politician moldovean, ales în Sfatul Țării. 

## Sfatul Țării
Teodor Cricopulo a fosf ales în Sfatul Țării de Comitetul executiv regional al Consiliului delegaților țărănești.

## Galerie

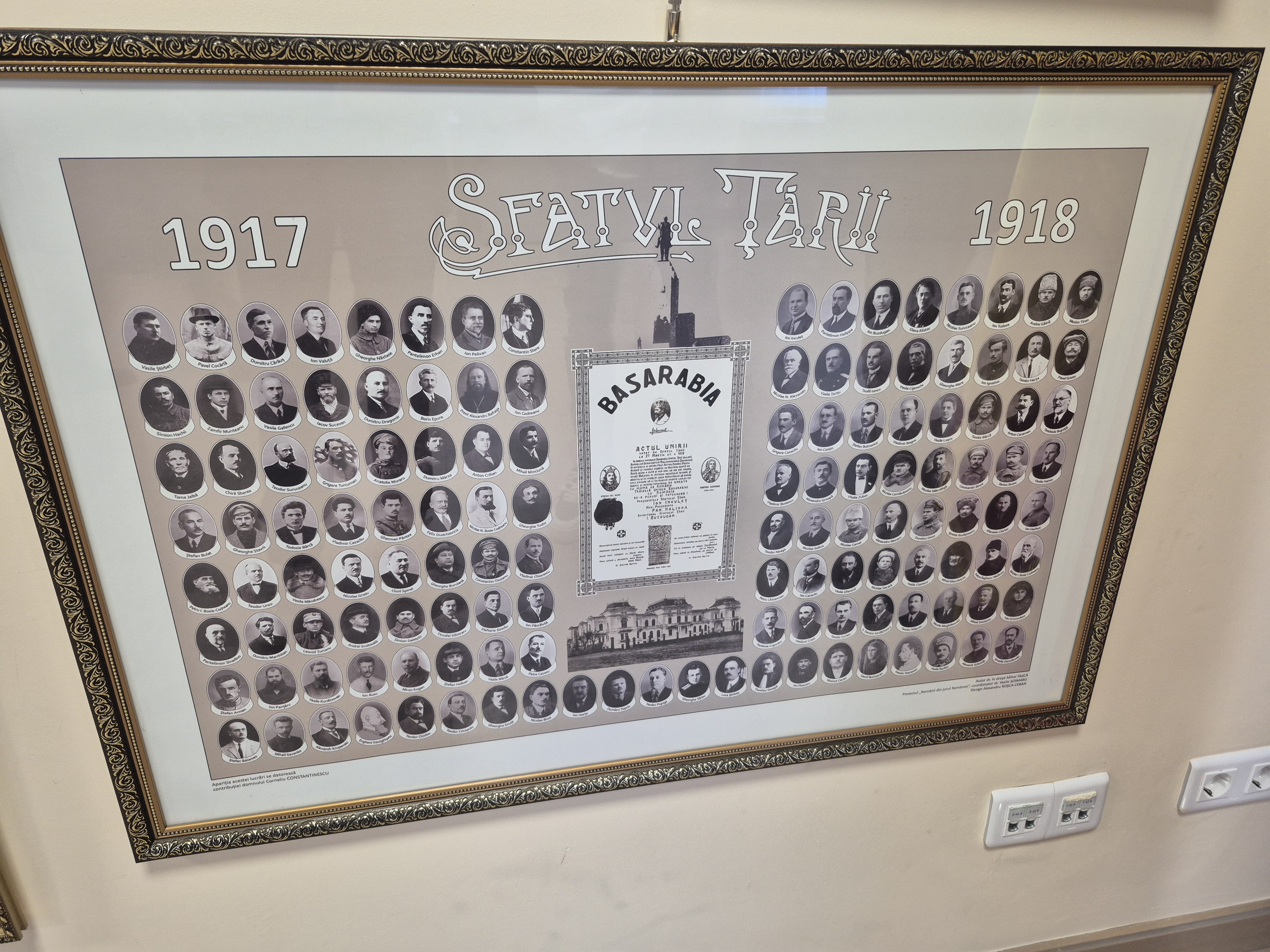